# Heinefelder Wassermühle
Die Heinefelder Wassermühle in Wildeshausen, Bauerschaft Heinefelde, Heinefelde 2 A, stammt aus dem 19. Jahrhundert. Das Gebäude ist heute ein privates Wohnhaus, in dem seit 2005 die Wassermühle museal genutzt wird und auf Anfrage besichtigt werden kann.
Das Ensemble steht unter Denkmalschutz.

## Geschichte
Eine Wassermühle wurde hier 1487 erstmals urkundlich erwähnt. 1511 wurde das Gut mit der Mühle an die Kirche zu Wardenburg verkauft und in zwei große Meierhöfe geteilt; einer hieß seitdem „De Möller ton Heinevelde“, und bis 1832 hießen die Eigentümer des Mühlenhofes Müller. Gebäude und Mühlentechnik wurden immer wieder saniert, das Mühlenhaus 1802 neu gebaut. Die Mühlentechnik funktionierte bis 1860 im Schwallbetrieb. Von 1860 bis 1904 fand der Betrieb durch das freistehende Zuppinger-Wasserrad als mittel- bis unterschlächtiges Kropfrad statt, welches durch einen späteren Anbau in das Gebäude einbezogen wurde. Die Antriebstechnik mit Mahlgang und Kran blieben funktionsfähig erhalten, das 2005 rekonstruierte Rad und die Mühle wurden wieder in einen musealen Betrieb genommen.
In der Mühle wurde Korn zu Mehl gemahlen und Strom erzeugt sowie über viele Jahrhunderte Schnaps gebrannt.
Die heutige Anlage besteht aus
- dem eingeschossigen Mühlengebäude als Fachwerkhaus mit Steinausfachungen auf einem Felssteinsockel mit Satteldach und Kranhaus,
- dem Mühlenbach als Hageler Bach; ein Nebenfluss der Hunte mit Brücke und Wehr,
- dem südlichen Mühlteich, der früher viermal so groß war; vollgelaufen wurden die Schotten gezogen, um die Energie nutzen zu können.[2]

Die Landesdenkmalpflege befand: „... geschichtliche Bedeutung ... als beispielhafte Wassermühle des frühen 19. Jhs. ...“.
Die Mühle ist Teil der Niedersächsischen Mühlenstraße.